# Entosthodon acaulis
Entosthodon acaulis är en bladmossart som beskrevs av Allan James Fife 1985. Entosthodon acaulis ingår i släktet koppmossor, och familjen Funariaceae. Inga underarter finns listade i Catalogue of Life.